# Helina albcornis
Helina albcornis är en tvåvingeart som först beskrevs av Camillo Rondani 1871.  Helina albcornis ingår i släktet Helina och familjen husflugor.
Artens utbredningsområde är Italien. Inga underarter finns listade i Catalogue of Life.